# Protektoratet Bechuanaland
Protektoratet Bechuanaland var et protektorat, der blev etableret 31. marts 1885 af Det Forenede Kongerige i det sydlige Afrika. Protektoratet blev til Republikken Botswana den 30. september 1966.

## Historie
Bechuanaland betød, Bechuanaernes Land (nu Batswanaerne eller Tswanaerne). Bechuanaland Protektoratet blev til sidst delt i to. Den sydlige del, syd for Molopofloden blev til en kronkoloni kendt som Britisk Bechuanaland, denne del senere blev en del af Kapkolonien og er i dag del af Sydafrika. Britisk Bechuanaland var området omkring Mafikeng (dengang stavet "Mafeking"). Protektoratet Bechuanaland (1904: Areal (anslået), 225.000 kvadrat miles, befolkning 120.776) udgjorde den nordlige del, og dens område blev udvidet mod nord i 1890. Britisk Bechuanaland målte (1904: Areal, 51.424 kvadrat miles, befolkning 84.210).
Det var oprindeligt forventet at den britiske regering ville give administrationen af protektoratet over til Rhodesia eller Sydafrika med det samme, men modstand fra tswanaene førte til protektorat forblev under britisk styre til uafhængighed i 1966.